# Sergei Jurjewitsch Sudeikin

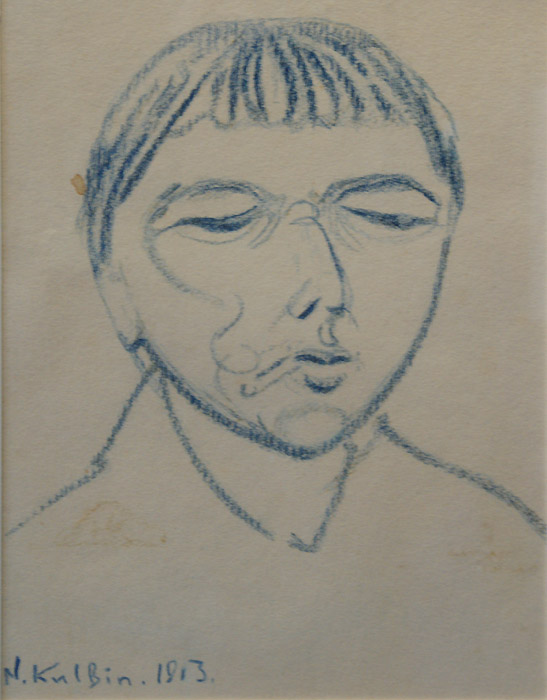
Nikolai Kulbin: Sergei Sudeikin (1913)

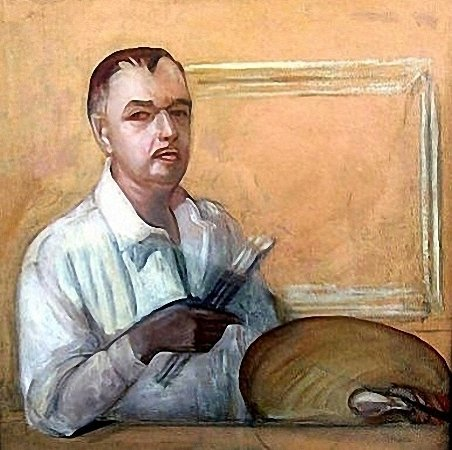
Selbstporträt (ohne Jahr)

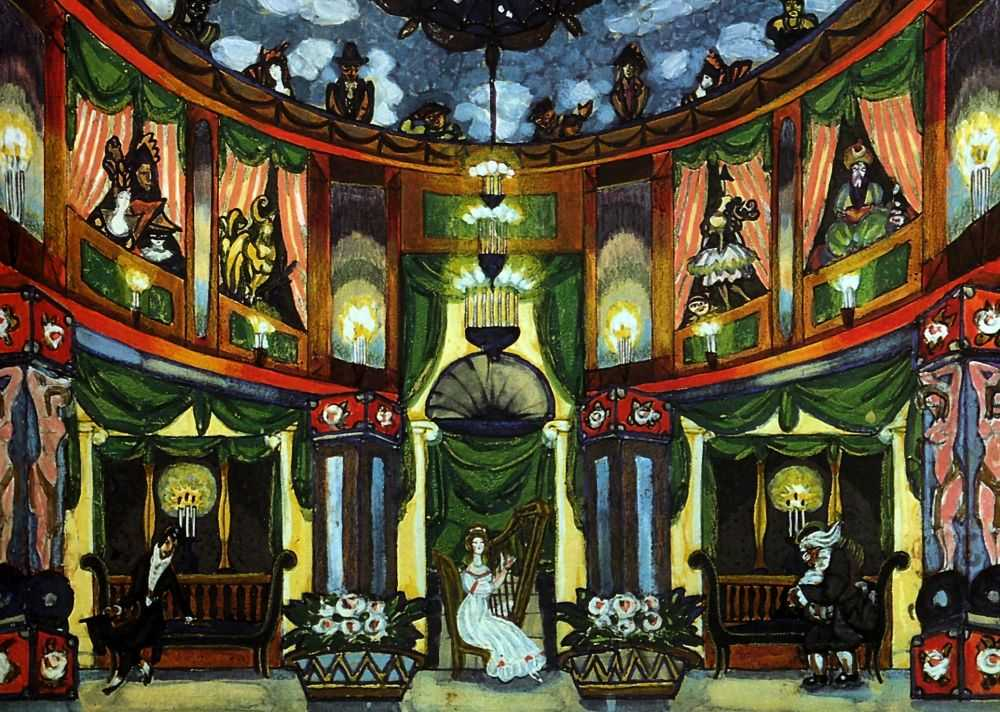
Les contes d’Hoffmann (1915)

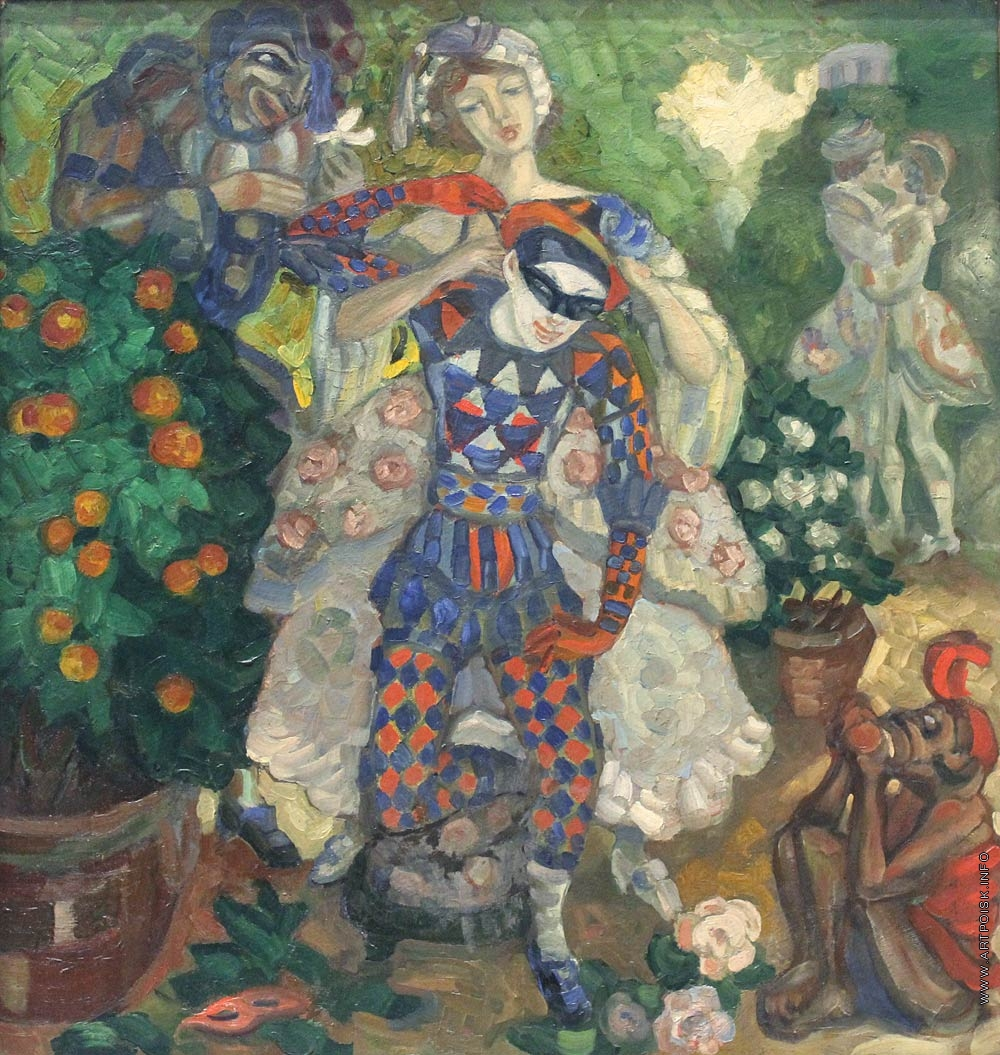
Pantomime (1914)

Sergei Jurjewitsch Sudeikin (russisch Сергей Юрьевич Судейкин; * 7. Märzjul. / 19. März 1882greg. in St. Petersburg, Russisches Kaiserreich; † 12. August 1946 in Nyack, New York) war ein russischer Maler und Bühnenbildner.

## Leben
Sein Vater war der Oberstleutnant Georgi Porfirjewitsch Sudeikin, welcher im Dezember 1883 von Revolutionären getötet wurde.
Sergei Sudeikin studierte von 1897 bis 1909 Malerei an der Moskauer Hochschule für Malerei, Bildhauerei und Architektur, wurde aber wegen seiner als obszön geltenden Malerei zeitweise von der Schule verwiesen. Bis 1911 war er an der Petersburger Kunstakademie. Er war an verschiedenen Ausstellungen beteiligt und zeitweise Mitglied der Künstlergruppe Mir Iskusstwa (Welt der Kunst). Er schloss Freundschaft mit Sergej Djagilew und eine Männerfreundschaft mit dem Dichter Michail Alexejewitsch Kusmin, der auch eine enge Beziehung zu Sudeikins erster Frau Olga Glebowa (1885–1945) hatte. Auch Sudeikins zweite Frau, die Tänzerin Vera de Bosset, die er 1915 heiratete, war eine Verehrerin des Dichters. Vera ihrerseits lernte 1920 Igor Strawinsky kennen und verließ daraufhin Sudeikin.
Auf Djagilews Empfehlung stellte Sudeikin 1906 beim Pariser Salon d’Automne aus. Sudeikin entwarf 1913 das Bühnenbild und die Kostüme für Djagilews Produktion von Florent Schmitts La Tragédie de Salomé und wirkte bei Nicholas Roerichs Entwürfen für Igor Strawinskys Le Sacre du printemps mit. Im zaristischen Russland gehörte er zu den wichtigen Bühnenbildnern. Während der Russischen Revolution 1917 ging er auf die Krim und nach Tiflis und emigrierte 1920 nach Paris. Von dort übersiedelte er 1922 in die USA.
In New York erhielt Sudeikin Aufträge für Bühnenbilder an der Metropolitan Opera. Im Jahr 1926 war er künstlerischer Direktor für die Broadway-Produktion von Nikolai Evreinovs The Chief Thing, 1935 war er an der Bühnenausstattung für die New Yorker Erstaufführungsproduktion von Porgy and Bess beteiligt.